# Bernhard Aarnio
Bernhard Aarnio (tidigare Lemberg), född 1876, död 1951, var en finländsk markforskare.

## Biografi
Aarnio blev filosofie doktor 1917, docent i marklära vid Helsingfors universitet 1919, samt professor för markforskningsavdelningen vid Finlands lantbruksförsöksanstalt 1933. Han har utfört markundersökningar över stora delar av Finland och särskilt undersökt järn- och aluminiumoxidens förekomst i marken, liksom sjömalmerna i Finlands sjöar.